# 3135 Lauer
3135 Lauer eller 1981 EC9 är en asteroid i huvudbältet som upptäcktes den 1 mars 1981 av den amerikanska astronomen Schelte J. Bus vid Siding Spring-observatoriet. Den är uppkallad efter den amerikanske astronomen Tod R. Lauer.